# Natalia Grace
Pour les articles homonymes, voir Grace.
Natalia Grace, née Natalia Vadymivna Gava (en ukrainien : Наталія Вадимівна Гава) le 4 septembre 2003 à Mykolaïv (Ukraine), est une femme américaine d'origine ukrainienne atteinte de nanisme.
Arrivée aux États-Unis en 2008 grâce à un programme d'adoption, elle est adoptée par la famille américaine de Michael et Kristine Barnett en novembre 2010. Celle-ci l'abandonne en 2013 dans un appartement à Lafayette (Indiana) pour déménager au Canada, affirmant qu'elle est en réalité adulte, l'accusant d'être une escroc qui a tenté de la tuer, et obtenant une ordonnance du tribunal modifiant légalement son année de naissance de 2003 à 1989,,. Un test ADN effectué en août 2023 par la société TruDiagnostic estime l'âge de Natalia Grace à environ 22 ans, suggérant alors que la date de naissance de son certificat de naissance ukrainien, le 4 septembre 2003, est plus proche de la réalité que sa date de naissance légale de 1989,. Cette dernière est alors légalement rétablie à 2003. En parallèle, la famille Barnett est accusée de négligence : le père est acquitté en 2022 et les accusations contre la mère sont abandonnées en 2023. Après son abandon en 2013, Natalia Grace vit avec la famille d'Antwon et Cynthia Mans qui l'adopte en 2023, avant de déménager la même année avec la famille de Vincent et Nicole DePaul à New York.
L'affaire a pris un tournant médiatique et a fait l'objet de deux séries télévisées : The Curious Case of Natalia Grace en 2023 et Good American Family en 2025.